# Heteropseudinca variabilis
Heteropseudinca variabilis är en skalbaggsart som beskrevs av Valck Lucassen 1933. Heteropseudinca variabilis ingår i släktet Heteropseudinca och familjen Cetoniidae. Inga underarter finns listade i Catalogue of Life.